# Lasiosina elegans
Lasiosina elegans är en tvåvingeart som beskrevs av Spencer 1986. Lasiosina elegans ingår i släktet Lasiosina och familjen fritflugor.
Artens utbredningsområde är Northern Territory, Australien. Inga underarter finns listade i Catalogue of Life.